# Maria do Resgate Esteves da Fonseca e Carvalho
D. Maria do Resgate Esteves da Fonseca e Carvalho, 1.ª Viscondessa de Tortosendo (Fundão, 13 de fevereiro de 1829 - São Vicente da Beira, 31 de dezembro de 1884), foi uma nobre portuguesa do século XIX.

## Biografia
Era filha de José Maria Esteves de Carvalho (Tortosendo, 24 de março de 1796 - ?), grande proprietário na região de Tortosendo e administrador do morgadio (capela), lá instituído por sua avó paterna, D. Custódia Maria de Matos e Carvalho, e de D. Rita Eugénia de Cássia Xavier da Fonseca Pinto (Idanha-a-Nova, 2 de abril de 1794 - ?), filha de Manuel da Fonseca Pinto, jurista no Desembargo do Paço (irmão do Alferes-mor do Fundão, Joaquim da Fonseca Pinto).
Os seus pais casaram no Fundão, em 20 de fevereiro de 1826.

### Papel da família no debate sobre os Morgadios, no séc. XIX
O pai da futura 1.ª viscondessa de Tortosendo, José Maria Esteves de Carvalho, e sua família tiveram atividade política relevante, particularmente na época das Cortes Constituintes em Portugal. 
Logo em 1821, quando era aluno do 3.° ano de Leis, na Universidade de Coimbra, ofereceu ao Congresso uma memória póstuma, sem data, de que era autor seu tio paterno, Vicente António Esteves de Carvalho, bacharel formado em leis pela Universidade de Coimbra, e sócio da Academia Real das Ciências de Lisboa, falecido em 19 de Fevereiro de 1816.
A memória, dividida em duas partes, era intitulada "As minhas visões - mostrando a necessidade da abolição dos morgados, e propondo um plano de nobreza hereditária independente deles". Foi apresentada na sessão das Cortes de 18 de Agosto de 1821, e, nessa data, remetida à Comissão de Justiça Civil. 
Foi este um texto precursor para a sua época, sobre um tema  - o da eventual abolição dos morgadios - que deu origem a apaixonados debates, agitando a cena política portuguesa nas décadas seguintes, e cujas propostas acabariam por ser parcialmente acolhidas e tidas em conta, 42 anos mais tarde, com a extinção do regime de vínculos (excetuados os da Casa de Bragança), que finalmente foi decretada, em 1863, sob o segundo governo do Duque de Loulé.
Foram estas relevantes atividades políticas da família de seu pai, a nível nacional, junto à influência pessoal de José Maria Esteves de Carvalho na região de Tortosendo que muito provavelmente explicam a concessão da mercê do título de viscondessa de Tortosendo a sua filha, já no reinado de D. Luís I.

### Casamento
D. Maria do Resgate Esteves da Fonseca e Carvalho casou em São Vicente da Beira, a 29 de junho de 1846, com Joaquim da Cunha Freire Pignatelli da Gama Falcão (Idanha-a-Nova, c. 1820 - São Vicente da Beira, 24 de maio de 1868), filho de João Robalo da Cunha Pignatelli da Gama, Sargento-mor de ordenanças de São Vicente da Beira, nomeado em 17 de fevereiro de 1809, e de D. Brites Marcelina Correia Freire Falcão (casaram em Idanha-a-Nova, 28.10.1811), da casa - solar da família Falcão, que depois seria conhecida como solar da família Pignatelli, na Idanha.
O seu marido era 5.º neto de Manuel Robalo Pignatelli, comandante militar na guerra da restauração, e o primeiro a usar em Portugal o sobrenome e armas dos Pignatelli, por mercê do príncipe D. António Pignatelli (1630 - 1677), filho do vice-rei de Aragão, depois confirmada pelo rei D. Pedro II).

Casa Pignatelli, Idanha-a-Nova, pertencente ao marido da 1.ª Viscondessa de Tortosendo

A viscondessa residiu no seu solar de Tortosendo, onde estava o brasão com as armas do seu avô paterno, João Rodrigues Antunes Esteves de Carvalho (que, por sua vez, as herdara de seu avô materno, Manuel Esteves de Matos, Governador da praça de Penha Garcia). A casa foi herdada pelos seus descendentes; seria totalmente destruída por um incêndio, na década de 1960.

## Descendência
Do referido casamento da viscondessa de Tortosendo, com Joaquim da Cunha Freire Pignatelli da Gama Falcão, nasceram 7 filhas e 3 filhos, tendo os seguintes deixado geração:
- Maria Amália da Cunha Freire Pignatelli, que casou em São Vicente da Beira, a 20.12.1869, com António Duarte da Fonseca Fabião, senhor da Casa Grande da Barroca, no concelho do Fundão;[16]
- Maria Josefina da Cunha Pignatelli Esteves, que casou em São Vicente da Beira, a 17.03.1880, com Luis António de Figueiredo, licenciado em Direito e Juiz do Supremo Tribunal de Justiça;
- José da Cunha Freire Pignatelli, que casou com sua prima Maria do Céu da Fonseca da Cunha Pignatelli;
- Joaquim Guilherme da Cunha Pignatelli, que casou com Maria Emília Marrocos Fajardo, filha de António Manuel Soares Correia Fajardo, Comendador da Ordem de Nossa Senhora da Conceição de Vila Viçosa;[17]
- Maria do Resgate da Cunha Freire Pignatelli, que casou na Idanha-a-Nova, a 27.05.1889, com António Augusto de Sena Belo, licenciado em Direito, governador civil de Castelo Branco, de 1906 a 1908, e combatente monárquico depois de 1910.